# Francis Hall Wooten
Francis Hall Wooten (* 1822; † 1863) war ein US-amerikanischer Politiker, der von 1860 bis 1861 der Secretary of the Territory im Utah-Territorium war. Ferner war er ab Mai 1861 bis zum 6. Dezember 1861 kommissarischer Gouverneur des Territoriums.